# QAnon

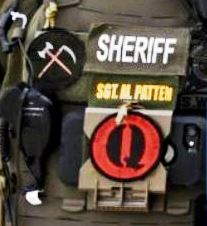
Een QAnon-logo op uniform.

QAnon ([kjuːəˈnɒn]) is een extreemrechtse complottheorie die de zogenaamde plannen beschrijft van een "deep state" gericht tegen onder meer de Amerikaanse president Donald Trump en diens aanhangers. De naam verwijst naar het pseudoniem "Q", dat gebruikt is op verschillende internetfora (zoals 4chan) door een vermoedelijk Amerikaans(e) individu of groep van individuen.
Door critici wordt QAnon beschreven als een "ongegronde", "losgeslagen", "feitenvrije" "gestoorde samenzweringcultus". Binnen de QAnon-beweging doen bovendien veel antisemitische theorieën de ronde.

## Berichtencampagne

### Oorsprong
Een persoon die zichzelf "Q Clearance Patriot" noemde verscheen voor het eerst op het subforum /pol/ van 4chan toen hij op 28 oktober 2017 berichten plaatste in een thread met de titel "Calm Before the Storm", een verwijzing naar Trumps cryptische omschrijving van een bijeenkomst van militaire leiders als "de stilte voor de storm". In deze eerste q-drop wordt gemeld dat Hillary Clinton zal worden gearresteerd en de grensbewaking tijdelijk zal worden opgeschroefd om vluchten onmogelijk te maken. Dit heeft echter niet plaatsgevonden.
De auteur verhuisde in november naar 8chan en beweerde dat 4chan was 'geïnfiltreerd'.
Zijn gebruikersnaam suggereerde dat de anonieme auteur een zogenaamde Q-status had, een toestemming afgegeven door het Amerikaanse Ministerie van Energie die is vereist voor het verkrijgen van toegang tot geheime informatie over nucleaire wapens en materialen.
Toen 8chan in 2019 offline ging omdat meerdere manifesten, geschreven door massamoordenaars, met als laatste die van Christchurch, daar geplaatst werden, verhuisde Q na drie maanden van 8chan naar het nieuwe 8kun, eveneens van Jim Watkins.
De QAnon-gedachte spreekt mensen aan vanwege de drie grote beloftes die het bevat:
1. The Storm ('De Storm'); een gebeurtenis waarbij de duizenden leden van de "deep state" worden gearresteerd, voornamelijk voor kinderhandel en pedofilie. Deze leden zouden vooral erg rijke mensen zijn, zoals bankiers (de Rothschilds) en filantropen (George Soros). Na arrestatie van deze "elite" komt hun vermogen ter beschikking van de mensheid.
2. Nesara/Gesara; gebaseerd op de wet "Economic And Security And Recovery Act" aangenomen in 2001. De wet was bedoeld om na de aanslagen van 9/11 de Amerikaanse economie te stimuleren door bij de bevolking de angst voor een recessie weg te nemen. Verder bevat de wet diverse artikelen die (milieu)-duurzame investeringen moeten stimuleren. De door zowel QAnon alsook Donald Trump regelmatig genoemde uitspraak "drain the swamp" komt voort uit de voorgeschiedenis van deze wet en een boek van Harvey Francis Barnard die al in de negentiger jaren van de twintigste eeuw een set van voorstellen schreef voor economische hervorming. Deze belofte houdt voor de aanhangers van QAnon in dat de welvaart evenredig onder de wereldbevolking wordt verdeeld.
3. De nieuwe wereld die ontstaat na Nesara/Gesara, dit wordt in QAnon-kringen "the Great Awakening" genoemd. In deze nieuwe wereld bestaat geen ongelijkheid meer en leeft de mens in harmonie met de natuur. De term "Great Awakening" is een in Amerikaanse evangelische kringen ontstane term die drie periodes in het verleden beschrijft, alhoewel hier ook wel een vierde periode aan wordt toegevoegd die samen valt met de flowerpower- en hippiebeweging uit de jaren 1960 en '70 en de “Jesus movement” uit die zelfde tijd.

### Beweringen
De berichten van QAnon zijn in het verleden onjuist, ongefundeerd en onbewezen gebleken. Zo werd bij meerdere gelegenheden beweerd dat de Noord-Koreaanse leider Kim Jong-un een marionet is, geïnstalleerd door de CIA.
Op 16 februari 2018 werd Debbie Wasserman Schultz, lid van het Amerikaanse Huis van Afgevaardigden en voormalig voorzitter van het Democratisch Nationaal Comité, zonder bewijs beschuldigd van het inhuren van de El Salvadoraanse bende MS-13 om het DNC-staflid Seth Rich te vermoorden.

## Identiteit
Er is veel gespeculeerd over het motief en de identiteit van de poster. Volgens Q en zijn aanhangers is Q een officier van een militaire inlichtingendienst. Een andere speculatie is dat de posts onderdeel zouden zijn van een alternate reality game door Cicada 3301. Een derde speculatie is dat het Jim Watkins is, de eigenaar van online fora 8chan en 8kun. Op deze beide fora plaatst Q zijn berichten. Als administrator op een Imageboard is het mogelijk om iemands account over te nemen. En toen 8chan drie maanden offline was gehaald, plaatste "Q" geen enkel bericht online. Dat gebeurde pas weer op het nieuwe forum van Watkins, 8kun. Het tijdschrift Mother Jones onthulde in oktober 2020 dat 8chan en 8kun in het nabije verleden grote hoeveelheden kinderporno hebben gehost. Een vierde theorie van Jim Stewartson, zegt dat QAnon een psyop is, gestart in 2017 onder leiding van Michael Flynn, met als doelstelling de herverkiezing van Donald Trump veilig te stellen.

## Incidenten

### Beschuldigingen van aanzetten tot geweld
Op 14 maart 2018 verbande Reddit /r/CBTS_Stream, een forum over QAnon, wegens "het aanmoedigen van of aanzetten tot geweld en het plaatsen van persoonlijke en vertrouwelijke informatie". Hierna verhuisden enkele volgelingen naar Discord. Twitter verwijderde in juli 2020 zo'n 7000 QAnon-accounts omdat ze de Twitter-gebruikersvoorwaarden overtraden. Facebook verwijderde in augustus 2020 al honderden QAnon-groepsaccounts die gelieerd zijn aan QAnon en het bedrijf kondigde in september 2020 ook aan dat het advertenties verbiedt van QAnon-aanhangers. Op 7 oktober 2020 kondigde Facebook aan om alle Facebook-pagina's, -groepen en Instagram-accounts te verwijderen die QAnon vertegenwoordigen. YouTube kondigde op 15 oktober 2020 een beleidswijziging aan in verband met 'haat en intimidatie'. Hierdoor werden QAnon-video's verwijderd. Ook TikTok heeft een aantal hashtags met betrekking tot QAnon geblokkeerd om in de zoekresultaten te verschijnen. De FBI heeft QAnon als “domestic terrorist threat” betiteld en het huis van afgevaardigden heeft een resolutie aangenomen waarin QAnon als een terroristische organisatie wordt gezien.

### Hooverdam-incident
Op 15 juni 2018 werd een man, later geïdentificeerd als Matthew P. Wright uit Henderson, Nevada, gearresteerd op verdenking van terrorisme, nadat hij, voorzien van een AR-15, in een gepantserd voertuig naar de Hooverdam reed waar hij het verkeer bijna twee uur blokkeerde. Naar eigen zeggen was hij op een missie van QAnon. Hij wilde dat het Ministerie van Justitie, het OIG-rapport vrij zou geven over het gedrag van de FBI-agenten tijdens het onderzoek naar het gebruik door Hillary Clinton van een eigen e-mail-server.

### Achtervolging door Boston
Op 11 juni 2020 zond een man uit Boston live uit hoe hij werd achtervolgd door de politie vanwege zijn zeer hoge snelheid. In zijn auto zaten ook vijf kinderen. De man schreeuwde onder andere "QAnon, help me" en "president Trump, ik heb een wonder nodig". De achtervolging eindigde toen de man een politieauto ramde en tegen een boom botste.

### QDrops
QDrops, een app die een gestructureerde toegang tot de QAnon-berichten gaf, werd in april 2015 gepubliceerd op de Apple App Store en Google Play. Het werd diezelfde maand de populairste betaalde app in de entertainment-sectie van de Apple App Store en de tiende in het algemeen. Apple verwijderde de app na een onderzoek van NBC News.

### Intimidatie van Jim Acosta en veroordeling vanuit het Witte Huis
In reactie op een vraag van David Martosko van Daily Mail of het Witte Huis het schijnbaar vijandige gedrag van "marginale QAnon-groepen" ondersteunde tegenover Witte Huis-hoofdcorrespondent Jim Acosta (CNN) tijdens een Trump-bijeenkomst in Tampa (Florida) stelde de perschef van het Witte Huis, Sarah Huckabee Sanders, tegen elke groep te zijn, "die zou aanzetten tot geweld tegen een ander individu", echter zonder specifiek QAnon te noemen. Ze voegde eraan toe dat president Trump "zeker geen groepen steunt, die dergelijk gedrag ondersteunen".

### Chrissy Teigen
Chrissy Teigen, een Amerikaans model, werd in oktober 2020 online geïntimideerd door QAnon-aanhangers nadat ze vertelde dat ze een miskraam had gekregen. Al sinds enkele jaren wordt het model lastiggevallen door QAnon-leden met ongefundeerde beschuldigingen van pedofilie en banden met de veroordeelde zedendelinquent Jeffrey Epstein.

## Ontvangst

### Nederland
Ook in Nederland groeide de aandacht voor de QAnon-beweging. De ideeën van de beweging werden vanaf november 2017 in Nederland vermoedelijk geïntroduceerd op de professioneel opgezette complotwebsite Ella'Ster*. Ze werden vanaf 2018 verder verspreid op websites en sociale-media-accounts als Fatsforum, Dotcom.radio, Dutch Patriots en QAnon Nederland. Ook complotdenker Micha Kat besteedde veel aandacht aan het onderwerp. Onderzoeker Jelle van Buuren van de Universiteit Leiden benadrukt echter dat er in Nederland vooral sprake was van een hippe rebranding van bestaande complottheorieën. Net als in de VS speelden wilde beschuldigingen van deelname aan pedofilienetwerken aan het adres van hooggeplaatste Nederlanders hierin een grote rol. Internationale aandacht kregen de video's van de Nederlandse graancirkel-aanhanger Janet Ossebaard onder de titel Fall Cabal. In een geruchtmakend interview met rapper Lange Frans uit augustus 2020 fantaseerden beiden over gewelddadige aanslagen in Nederland. Beiden zagen hun Youtube-kanaal met tienduizenden bezoekers opgeschort.
Uit onderzoek in opdracht van de NOS bleek in september 2020 dat er in Nederland sprake was van vier grote Facebook-groepen met 12.000 unieke leden, terwijl het gedachtegoed daarnaast in 300 groepen werd besproken. Op Twitter waren in de eerste acht maanden van 2020 40.000 Nederlandstalige berichten geplaatst. Volgens informatie van de BBC was de aandacht voor QAnon in Nederland bijna even groot als in Duitsland en het Verenigd Koninkrijk. Facebook verwijderde in de tweede helft van 2020 een groot aantal aan QAnon gerelateerde accounts, Twitter schrapte 90 Nederlandse accounts. Een klein deel van de aanhang verhuisde naar afgeschermde netwerken op andere sociale media. Kenmerkende hashtags als WWG1WGA (where we go one, we go all) waren her en der op sociale media te vinden.
De NOS vroeg zich af in een artikel van 21 augustus 2020: "Wat voor groep is QAnon?" Op 13 augustus 2020 besteedde NPO Radio 1 aandacht aan een mogelijke rol voor QAnon-aanhangers in het Amerikaans Congres. Op 25 september sprak Nieuwsuur op het Museumplein met Nederlandse aanhangers van QAnon over kindermisbruik, Pizzagate en de elite. Tech-journalist Jarno Duursma schreef over de succesfactoren van QAnon. RTL Nieuws rapporteerde over de sterke toename van het aantal QAnon-volgelingen. Ook BNR Nieuwsradio besteedde op 27 augustus 2020 een uitzending aan QAnon in Nederland.

### Internationaal
Fox News-commentator Sean Hannity heeft getweet over QAnon, en in uitzendingen van het door de Russische overheid gefinancierde televisienetwerk RT News werd over het onderwerp gediscussieerd.
De complottheorie werd in eerste instantie gepromoot door Alex Jones en Jerome Corsi. In mei 2018 meldde de Right Wing Watch dat QAnon niet meer door hen werd ondersteund omdat de bron nu "helemaal gecompromitteerd" zou zijn.
Op 13 maart 2018 noemde Cheryl Sullenger, vicepresident van Operation Rescue en pro-life-activist, QAnon een "kleine groep insiders dicht bij president Donald J. Trump" en noemde hun posts op internet "inlichtingen op het hoogste niveau ooit openbaar gemaakt in de ons bekende geschiedenis".
Op 15 maart 2018 noemde de Rabosjaja Gazeta, de officiële krant van de Communistische Partij van Oekraïne, in een artikel QAnon een "militaire inlichtingengroep".
Op 31 maart 2018 bleek de Amerikaanse actrice Roseanne Barr de complottheorie te promoten. Hieraan werd aandacht besteed door CNN, The Washington Post en de New York Times.
Op 26 juni 2018 werd QAnon door WikiLeaks in het openbaar ervan beschuldigd "anti-establishment Trump-kiezers aan te zetten tot het omarmen van verandering van regime en neoconservatisme". QAnon had eerder aangedrongen op verandering van regime in Iran. Twee dagen later deelde de klokkenluidersorganisatie een analyse van Suzie Dawson, president van de Nieuw-Zeelandse Internet Party, dat de postings van QAnon een "door een inlichtingendienst ondersteunde psyop" zijn, gericht op het "bijeendrijven van mensen die anders gevaarlijk zouden zijn voor de diepe staat (want ze zijn echt tegen), het verdoen van hun tijd en aandacht en hen verleiden om doelen ervan te dienen".
Op 28 juni 2018 plaatste Time de anonieme "Q" op de lijst van de 25 meest invloedrijke mensen op internet in 2018. Verwijzend naar de ruim 130.000 verwante discussievideo's op YouTube, wees Time op het brede bereik van de complottheorie, de meer prominente volgelingen en de ruime aandacht in de pers.
Op 4 juli 2018 werd door de Republikeinse Partij-afdeling van Hillsborough County op haar officiële Facebook- en Twitter-account een YouTube-video over QAnon gedeeld, waarin QAnon een "mysterieuze anonieme lekker van door de diepe staat uitgevoerde activiteiten en tegenmaatregelen van president Trump" werd genoemd. De video werd hierna verwijderd.
Op 1 augustus 2018, na de massale aanwezigheid van QAnon-supporters tijdens een Trump-bijeenkomst van 31 juli in Tampa, werd door Hallie Jackson, Brian Williams en Chris Hayes van MSNBC aandacht besteed aan de complottheorie. De volgende dag besteedde PBS NewsHour er ook aandacht aan.

## Links
- Reuters, 'What Is QAnon and Why Is It Considered to Be So Dangerous?', Haaretz, 16 oktober 2020